# Ниспосланный с небес
«Ниспосланный с небес» (англ. Heaven Sent) — одиннадцатая серия девятого сезона британского научно-фантастического телесериала «Доктор Кто». Премьера серии состоялась 28 ноября 2015 года на канале BBC One. Режиссёром эпизода выступает Рэйчел Талалэй, тогда как сценарий был написан Стивеном Моффатом.
Доктор (Питер Капальди), только что переживший гибель своей спутницы Клары Освальд (Дженна Коулман), оказывается телепортированным в странный механический замок посреди моря, где его неусыпно преследует существо из его ночных кошмаров, намереваясь убить.
Серия получила единогласное признание критиков и зрителей, многие из которых назвали её одной из самых лучших серий в истории всего шоу. Особое внимание было уделено актёрской игре Питера Капальди, сценарию Стивена Моффата и режиссёрской работе Рэйчел Талалэй.

## Синопсис
Оказавшись взаперти в доселе невиданном мире, Доктор сталкивается с величайшей задачей всех своих жизней. Последнее испытание. И пройти его ему придётся в полном одиночестве. Преследуемый жутким существом, известным как Покров, Доктор должен попытаться совершить невозможное. Если у него получится, Галлифрей ждёт.

## Сюжет
Став свидетелем гибели своей спутницы Клары Освальд, Доктор оказывается телепортированным в стеклянную камеру, которая находится в месте, напоминающем большой замок. Исследуя коридоры, он обнаруживает телеэкраны, расположенные в различных местах замка. Экраны отображают то, что видит закутанное в мантию создание — Покров, которое медленно, но неустанно преследует Доктора. Повелитель Времени приходит к выводу, что замок и Покров были специально разработаны напугать его с какой-то целью. Когда Покров загоняет Доктора в ловушку, тот признаётся, что не видит выхода из ситуации и боится умереть, отчего существо останавливается. Вся структура замка начинает вращаться и менять своё положение, открывая Доктору путь к спасению. Он оказывается в спальне со старым, потускневшим портретом Клары. Покров идёт следом, и Доктор вынужден выпрыгнуть в окно. Во время падения Доктор представляет, будто он находится в ТАРДИС, где он беседует сам с собой и отвечает на вопросы, написанные на доске безмолвной Кларой, с целью вычислить, как ему не разбиться. Повелитель Времени ныряет в море, окружающее замок, и видит, что его дно усеяно тысячами черепов.

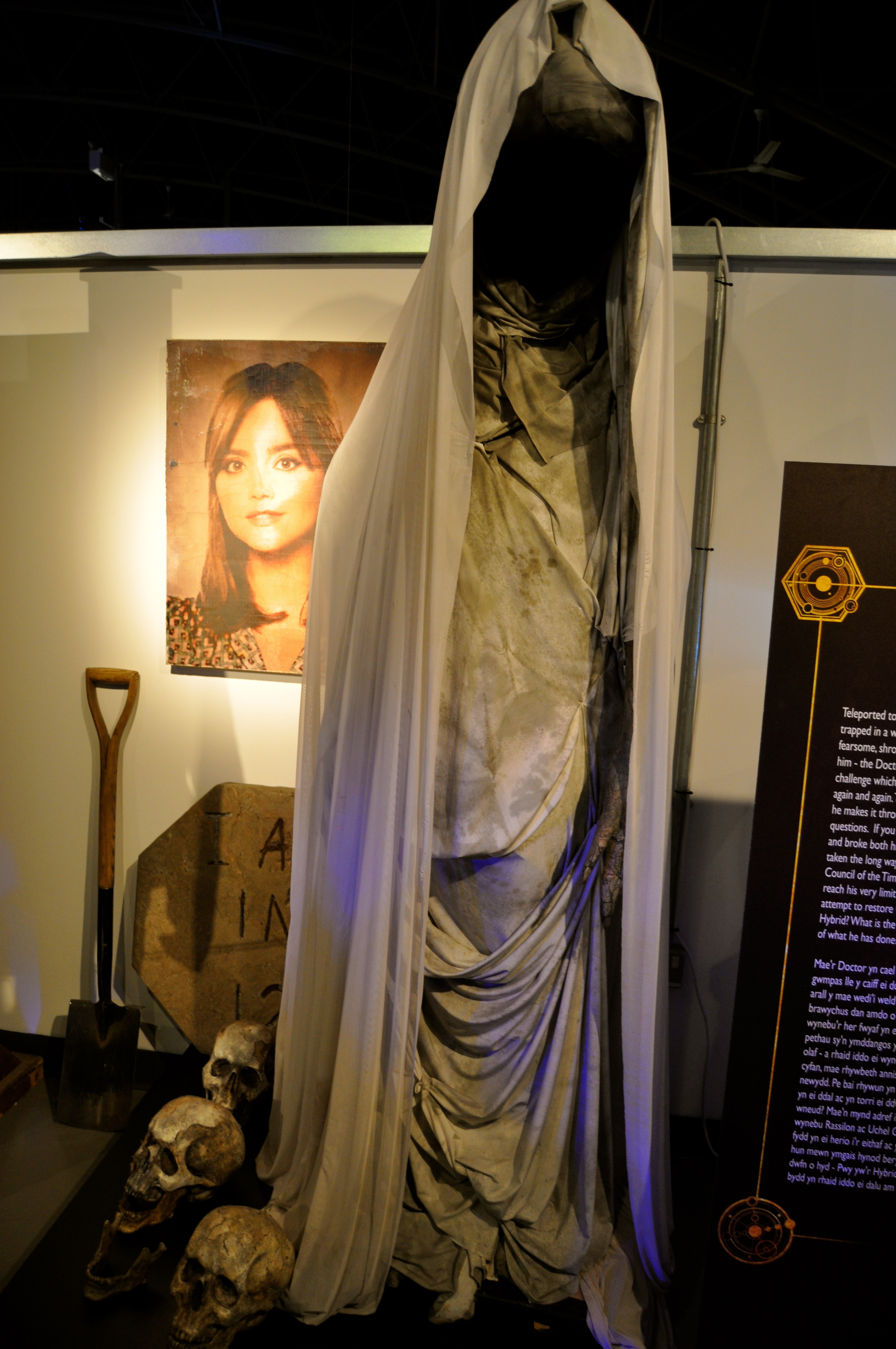
Покров на выставке Doctor Who Experience

Вернувшись обратно в замок, Доктор находит комнату с камином, возле которого сушится одежда точь-в-точь как у него. Доктор переодевается и оставляет свою мокрую одежду висеть у камина взамен той, что он взял. Выйдя во двор замка, Повелитель Времени обнаруживает свежую могилу с лопатой и приходит к выводу, что он должен её раскопать. Когда наступает ночь, Доктор замечает, что созвездия не соответствуют местности в радиусе телепорта, через который он попал в замок. Докопав достаточно глубоко, он натыкается на камень, надпись на котором гласит: «Я в 12-й». Внезапно появляется Покров и загоняет Доктора в угол могилы. Повелитель Времени снова представляет себя в ТАРДИС и вспоминает, что в прошлый раз монстра остановила сказанная им правда, и тогда понимает, что это создание придумано с целью вытягивать из него признания. Доктор сознаётся, что солгал о том, что покинул Галлифрей из-за скуки; на самом деле, ему было страшно. Это позволяет ему снова временно уйти от Покрова.
Доктор ищет в замке комнату под номером 12. По ходу дела он выясняет, что каждая комната через некоторое время после его посещения возвращается к своему изначальному состоянию. Вернувшись в комнату с телепортом, через который он сюда прибыл, Повелитель Времени замечает на полу надпись на неком песке — слово «птица», а рядом с ней — череп. Снова наблюдая за звёздами, Доктор предполагает, что должно было пройти по меньшей мере 7 тысяч лет с тех пор, как он здесь оказался, хотя телепорт не перемещал его во времени. Повелитель Времени оставляет череп на стене замка, откуда тот позже упадёт и присоединится к остальным черепам на дне моря. Найдя наконец комнату № 12, Доктор обнаруживает за дверью тупик и понимает, что должен ещё раз исповедаться, чтобы помещения замка изменили своё положение, и он смог пройти дальше.
При очередном столкновении с Покровом Доктор признаётся, что ему известны личность и местонахождение Гибрида — создания двух рас воинов из пророчества Повелителей Времени. Это открывает путь за дверью 12-й комнаты, за которой оказывается огромная стена из азбантия — материала в четыреста раз твёрже алмаза. Доктор понимает, что слово «птица» в комнате с телепортом — отсылка к сказке братьев Гримм «Пастушонок», в которой птица медленно проделывала себе клювом путь сквозь гору. Приближается Покров, и Доктор снова представляет ТАРДИС, где признаётся самому себе, что из-за смерти Клары и осознания масштаба и природы своего заточения он потерял волю продолжать бороться. На этот раз Клара говорит ему смириться с её гибелью и не сдаваться. Повелитель Времени бьёт кулаком стену из азбантия до тех пор, пока Покров не дотрагивается до него и сжигает без возможности запустить процесс регенерации. Умирающий Доктор ползёт по замку обратно в помещение с телепортом. Комната восстановила своё исходное состояние, в котором находилась до его первого прибытия, и значит, на жёстком диске телепорта хранится копия Доктора, каким он оказался здесь изначально. Повелитель Времени понимает, что переживает эти события снова и снова уже 7 тысяч лет и каждый раз жертвует собой, чтобы активировать телепорт и создать новую копию своей ранней версии, начав всё заново. Доктор пишет на полу «птица», прежде чем обратиться в прах, оставив после себя лишь череп.
Весь этот цикл повторяется на протяжении более четырёх с половиной миллиардов лет, и каждый раз Доктор пробивает себе путь сквозь стену, пока Покров его не коснётся. В конце концов ему удаётся разбить стену, и монстр прекращает своё существование. Доктор проходит через портал, оказавшись в пустынной местности, и видит перед собой Цитадель Галлифрея. Портал за ним закрывается, и выясняется, что замок находился внутри его исповедального диска. Доктор замечает маленького мальчика и просит того передать Повелителям Времени о его возвращении. Доктор заявляет, что Гибрид, которому суждено завоевать Галлифрей и стоять в его руинах, — это Я.

### Связь с другими сериями
Доктор говорит самому себе: «Поверь, что выживешь. Всегда верь в это». То же самое о Докторе сказала Клара в «Фамильяре ведьмы»: «Он всегда верит, что сможет победить. Он всегда знает, что есть способ спастись».
Доктор признаётся, что сбежал с Галлифрея, потому что ему было страшно, а не скучно, как ранее заявлял своим спутникам Второй Доктор в серии «Военные игры».
После возвращения на Галлифрей Доктор говорит маленькому мальчику, что он пришёл «окольным путём». Одиннадцатый Доктор в «Дне Доктора» утверждал, что собирается домой «окольным путём».

### Внешние отсылки
Историей, которую Доктор на протяжении многих лет рассказывает Покрову, пока разбивает стену, является отрывок из сказки о мудром пастушке и короле «Пастушонок» братьев Гримм:
Есть у нас в Дальней Померании алмазная гора — час пути в вышину, час пути в ширину, час пути в глубину; на ту гору через каждые сто лет прилетает птичка и вострит на той горе клюв свой… Вот когда она всю ту гору источит, тогда и первая секунда вечности пройдет.

## Производство

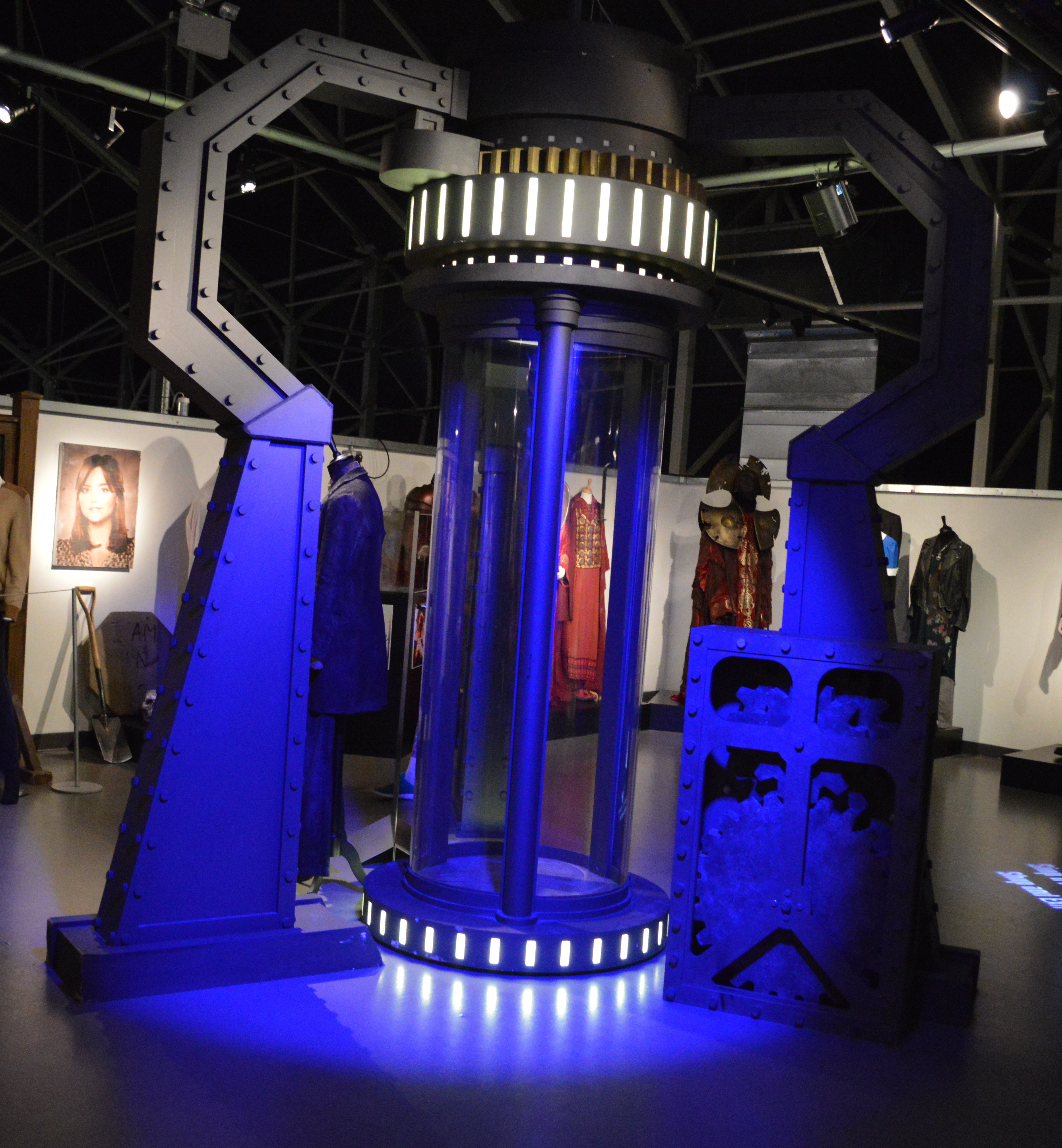
Телепорт на выставке Doctor Who Experience

Эпизод примечателен своим экспериментальным и необычным форматом — основное действие в нём принимает только Доктор. Помимо него присутствует лишь монстр, не имеющий диалогов, в исполнении Джейми Рид-Куоррелла (который играл роль колонии Сарффа в двухсерийной истории «Ученик волшебника»/«Фамильяр ведьмы» ранее в сезоне), а также кратко появляются Клара Освальд и мальчик-галлифреец, не указанный в титрах.
Ещё до выхода восьмого сезона на экраны Стивен Моффат пообещал устроить неожиданный поворот в девятом сезоне, сообщив в выпуске Doctor Who Magazine № 475: «Я придумал клиффхэнгер в предпоследнем эпизоде девятого сезона. Просто грандиозный. Думаю, такого вы точно не ожидаете!»
Серия вошла в шестой съёмочный блок. Читка сценария состоялась 18 июня 2015 года. Съёмки начались 24 июня и продолжались в течение июля 2015 года. Для съёмок интерьеров замка использовались Кардиффский замок, а также замок Кайрфилли, помимо сооружённых площадок в студии.

## Показ
Премьера серии состоялась 28 ноября 2015 года на канале BBC One. За ночь эпизод посмотрели 4,51 миллиона британских зрителей, что составило 20,7 % зрительской аудитории. Финальный рейтинг увеличился до 6,19 миллионов зрителей с долей 24,9 %, поместив «Ниспосланного с небес» на седьмое место среди самых просматриваемых программ недели на BBC One. В рамках L+7 количество зрителей возросло до 6,92 миллионов. Индекс оценки составил 80 баллов из 100, что соответствует оценке «отлично».

### Отзывы критиков
| Рейтинги                         | Рейтинги |
| Издание                          | Оценка   |
| -------------------------------- | -------- |
| Rotten Tomatoes (томатометр)     | 89%      |
| Rotten Tomatoes (средняя оценка) | 9,81     |
| IMDb                             | [ 16 ]   |
| PopMatters                       | [ 17 ]   |
| Radio Times                      | [ 18 ]   |
| New York Magazine                | [ 19 ]   |
| TV Fanatic                       | [ 20 ]   |
| SFX Magazine                     | [ 21 ]   |
| Paste Magazine                   | 10.0     |
| IGN                              | 9,5      |
| The A.V. Club                    | A        |
| Indiewire                        | A+       |

Серия «Ниспосланный с небес» получила высокие оценки от критиков, большинство из которых назвали эпизод лучшим в данном сезоне и одним из лучших за всю историю сериала. Крайне высокой похвалы удостоились сценарий Стивена Моффата и режиссёрская работа Рэйчел Талалэй. Актёрская игра Питера Капальди получила единогласные положительные отзывы. На сайте Rotten Tomatoes рейтинг серии составляет 89 % со средней оценкой 9,81 из 10 на основе 19 рецензий.

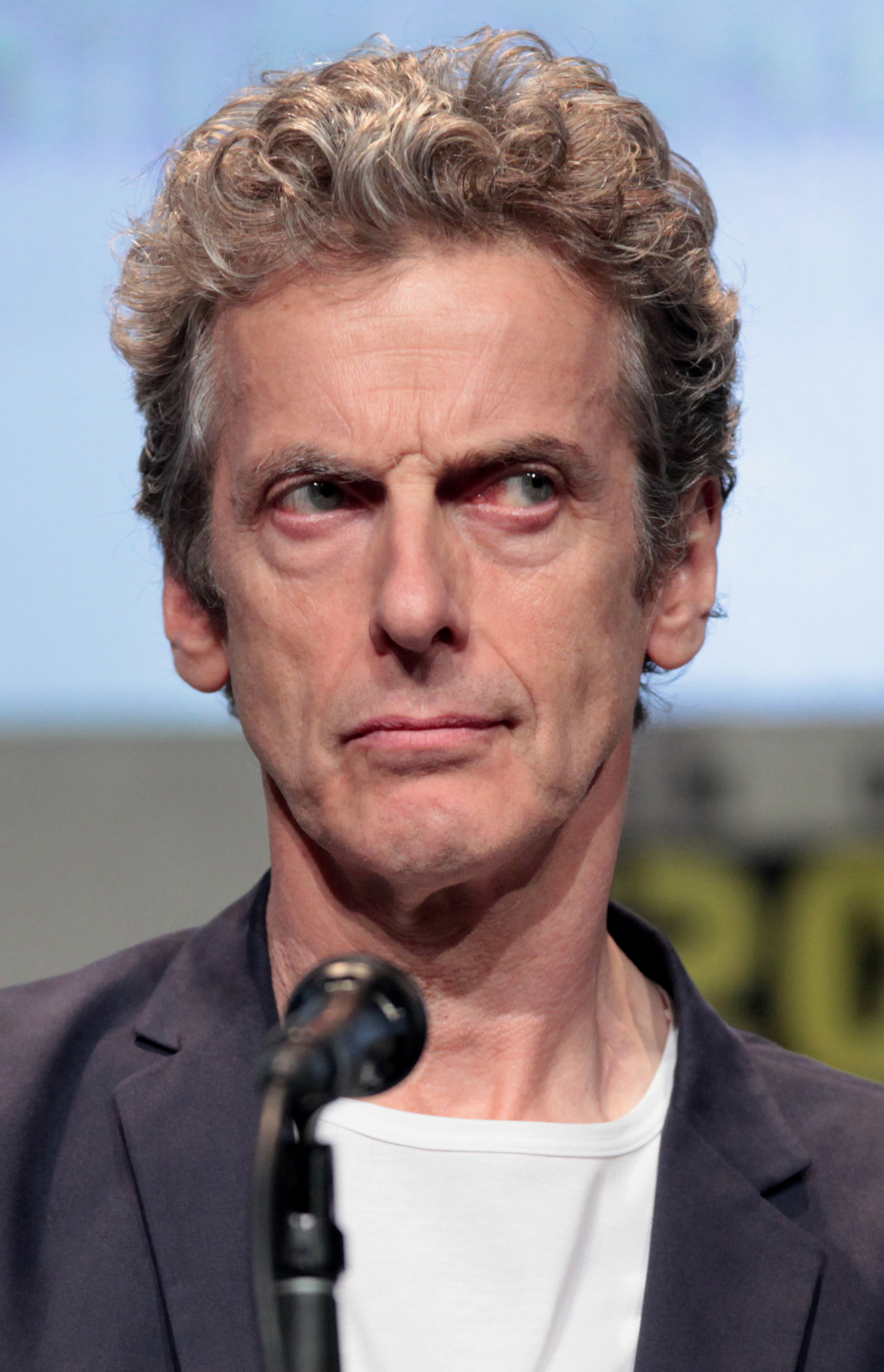
Питер Капальди получил единодушное одобрение со стороны прессы за свою игру в эпизоде

Патрик Малкерн из журнала Radio Times присвоил эпизоду идеальные 5 звёзд, назвав сольник в исполнении Капальди классикой. Малкерн заявил: «Это звёздный час Питера Капальди, которого он заслуживал. Этот блестящий, мощный театр одного актёра — просто мастер-класс от великолепного Капальди». Он продолжил: «Стивен Моффат выстраивает сюжет с присущей ему витиеватостью, и Капальди отыгрывает каждое его мгновение в совершенстве. Рэйчел Талалэй придаёт действию атмосферности и поддерживает нарастающий ход повествования до самой развязки». Морган Джеффри с сайта Digital Spy назвал серию «психоделическим шедевром», добавив, что это — «один из самых сюрреалистичных эпизодов на данный момент».
Скотт Коллура, пишущий для IGN, поставил оценку 9,5 из 10 баллов и заявил, что будучи великолепным эпизодом «Доктора Кто», приближающим финал этого превосходного сезона, «Ниспосланный с небес» представляет собой захватывающее шоу одного актёра в исполнении Питера Капальди с неожиданной развязкой, делающее эту серию одной из лучших в возрождённом сериале. Подобным «эпическим сольным представлением» эпизод назвал и Тим Лью из газеты Metro: «Стивен Моффат сделал смелый шаг, отбросив всё лишнее и возложив груз непосредственно на плечи Питера Капальди. И тот выкладывается на 100 % в каждой сцене, показывая все грани своего Доктора: гнев, ужас, игривость, интенсивность, смирение и наконец яростный отказ делать что-либо иное, кроме того, что он делал всегда: искать путь к победе».
Марк Роземан из Paste Magazine дал эпизоду максимальные 10 баллов, назвав его «первоклассным шедевром», тогда как Йен Берриман из SFX Magazine также наградил серию максимальными 5 звёздами и написал, что «„Ниспосланный с небес“ является лучшим эпизодом в своём сезоне: безумно сюрреалистичный, искусно обескураживающий, очень жуткий и откровенно суровый на последних стадиях с чрезвычайно впечатляющей развязкой». Обозреватель сайта The A.V. Club Аласдер Уилкинс в пятый раз за сезон поставил эпизоду оценку A, прокомментировав это следующим образом: «Этот сезон стал выдающимся достижением для „Доктора Кто“, и, в преддверии финальной серии, у него есть все шансы войти в историю как лучший сезон в возрождённом сериале».
В 2023 году по результатам опроса фанатов журнала «Доктор Кто» эпизод признали лучшим в истории сериала.

## Награды и номинации
В 2016 году «Ниспосланный с небес» получил номинацию на премию «Хьюго» за лучшую постановку в малой форме. Также впервые за всю историю сериала эпизод получил право номинироваться на премию «Эмми»: Питер Капальди стал первым Доктором, попавшим в лонг-лист претендентов в категории «Лучшая мужская роль в драматическом телесериале», тогда как Стивен Моффат и Рэйчел Талалэй были представлены как лучший сценарист и режиссёр соответственно, в дополнение к другим техническим номинациям.